# Mestizo
Pour le western hispano-italien, voir Django ne pardonne pas.
Mestizo (en espagnol : [mesˈtiso] ) ou mestiza au féminin, désigne une classification ethno-raciale utilisée historiquement en Amérique espagnole et aux Philippines, qui désignait une personne métisse, d’origine européenne et autochtones d'Amérique combinée, quel que soit son lieu de naissance.
Le terme a été utilisé comme catégorie ethnique et raciale pour les castas métis qui ont vécu pendant l’empire espagnol, bien que, grosso modo, le terme « mestizo » désigne une personne qui possède un héritage mixte, à la fois européen et amérindien, et qui correspond généralement à une personne considérée comme plébéienne. Mais ce terme n’avait pas de signification fixe pendant la période coloniale. Il s'agissait d'une étiquette homologuée pour les personnes figurant dans les documents officiels, tels que les recensements, les registres paroissiaux, les procès de l'Inquisition et autres. Les prêtres et les fonctionnaires royaux qualifiaient les individus de métis, mais le terme était également utilisé pour l’auto-identification.
À l’ère moderne, en particulier en Amérique hispanique, le terme « mestizo » est devenu un terme culturel. Les latino-Américains de culture dominante[C'est-à-dire ?] étant considérés ou qualifiés de « métis », indépendamment du fait qu'ils le soient effectivement ou non, et le terme « Indien » étant réservé aux personnes ayant une identité ethnique autochtone distincte, une langue, une appartenance tribale, etc.
Le terme mestizaje, prend pour racine le mot mestizo ou « mixte », c'est le mot espagnol moderne inventé au XXe siècle pour le mélange de races ou métissage, le processus général de métissage des ancêtres.
Pour éviter toute confusion avec l'usage initial du terme mestizo, les peuples mélangés ont commencé à être appelés collectivement castas. Dans certains pays d'Amérique latine, comme le Mexique, le concept de mestizo est devenu central à la formation d'une nouvelle identité indépendante qui était ni totalement espagnole ni totalement indigène. Le mot mestizo a acquis son sens actuel, étant utilisé par le gouvernement. Il désigne tous les Mexicains qui ne parlent pas une langue autochtone,, y compris les personnes d'ascendance européenne ou autochtone complète, ainsi que les Asiatiques et les Africains.
Le mot portugais apparenté, mestiço, a fait référence historiquement à tout mélange de populations portugaises et locales dans les colonies portugaises. Au Brésil colonial, la majorité de la population non asservie était à l’origine mestiço de indio, c’est-à-dire un mélange de Portugais et de Brésilien. Il n’existait pas de système de caste fondé sur l’ascendance. Les enfants des propriétaires terriens portugais de la classe supérieure, et des femmes asservies bénéficiaient de privilèges plus élevés que ceux accordés aux classes inférieures, comme l’éducation formelle. Ces cas n'étaient pas aussi fréquents et ils tendaient à ne pas hériter de biens, généralement donnés aux enfants de femmes libres qui avaient tendance à être légitimés en cas de concubinage (pratique également héritée des coutumes amérindiennes et africaines).
Aux Philippines, qui était une colonie espagnole, le terme mestizo se réfère à un Philippin d'origine étrangère, souvent abrégé par Tisoy.
En Indonésie, le terme mestizo désigne l’ethnie qui est un mélange d’Européens et d’Indonésiens ; on les appelle généralement le peuple indo.
En Ontario et dans l’ouest canadien, les Métis forment une communauté distincte composée des descendants d’Européens (généralement français ou écossais, parfois anglais) impliqués dans le commerce de la fourrure et des peuples des premières nations du Canada (surtout les Cris et les Anishinaabés), il n’inclut pas les personnes d’ascendance mixte européenne et inuite). Cependant, comme on l'utilise au Québec, le terme désigne toute personne d'ascendance mixte (européenne, généralement française) et autochtone.

## Étymologie
Le mot espagnol mestizo  provient du latin mixticius, ce qui signifie mixte,. Son utilisation a été documentée dès 1275 pour désigner à la progéniture d'un Egyptien / Afro / Hamite et d'un Sémite / Afro Asiatique. Ce terme est attesté pour la première fois en anglais en 1582.

### Utilisation moderne
Aux États-Unis, au Canada et dans d’autres pays et cultures anglophones, le mot « métisse » signifie exclusivement une personne d’ascendance mixte, européenne ou américaine, généralement liée à une culture de l’Amérique latine ou de descendance d’Amérique latine. C'est un concept beaucoup plus strict que celui utilisé dans les langues latines (surtout le portugais, qui possède des termes qui ne sont pas apparentés au mestizo pour un tel mélange, et donc le concept de mestiço n’est pas considéré comme particulièrement lié à l’ascendance amérindienne). Il est lié à l'identité raciale particulière des communautés hispaniques et latino-américaines d'origine amérindienne dans un contexte américain.
Au Canada anglophone, le terme Métis canadien (avec majuscule) désigne le français et les personnes d'ascendance autochtone et mixte. Les Canadiens francophones, lorsqu'ils utilisent le mot métis, font référence à l'appartenance ethnique métisse canadienne et à toutes les personnes d'ascendance amérindienne et européenne, plutôt qu'à la notion plus large de métis (métis avec des minuscules), présents dans tous les autres pays francophones, comme le feraient les hispanophones. Le terme habituel pour désigner les personnes d'ethnie mixte en général est donc « mulâtre », qui est considéré ailleurs comme péjoratif. Aux États-Unis, les Américains Métis et Américains Mestizo sont deux races distinctes et identités ethno-raciales, comme en témoigne l'utilisation d'emprunts espagnol et français, respectivement.
Aux Philippines, le mot mestizo fait généralement référence à un Philippin ayant des origines autochtones et européennes combinées. Mais il est parfois utilisé pour désigner un Philippin avec une ascendance chinoise apparente, également appelé chinito. Ce dernier a été officiellement classé « métis de sangley » dans les actes de naissance du XIXe siècle, avec « sangley » comme référence au mot hokkien, « seng-li ».
Dans le monde lusophone, le sens contemporain a été le plus proche de l'utilisation historique du Moyen Âge, en raison des différences linguistiques importantes. De sorte que mestiço (ethnie, métissage, etc.) est totalement séparé du pardo (n'importe quel type de brun) et caboclo (personnes brunes issue de mélange d'européen et d'amérindien ou d’Amérindiens assimilés), dans lequel mestiços peut être aussi entièrement africain ou est-asiatique dans sa définition complète (donc non brune). Et il n’est pas nécessaire d’être un mestiço pour faire partie de ces deux dernières catégories.
Au Brésil en particulier, du moins à l’époque moderne, tous les peuples non autochtones font partie d’une même ethnie (os brasileiros ; les lignes entre les groupes ethniques sont historiquement fluides), le mestiço  est de loin le plus important parmi les peuples libres depuis les premières décennies de la colonie. Comme expliqué ci-dessus, le concept de mestiço ne doit en aucun cas être confondu avec le mestizo tel qu'il est utilisé dans le monde hispanophone ou anglophone. Comme il ne concerne pas de relation particulière avec le fait d'être d'origine amérindienne, il ne doit pas non plus être confondu avec le pardo, littéralement « peuple brun » (il y a des mestiços  parmi les principaux groupes du pays, autochtones, asiatiques, pardo et africains, et ils sont probablement la majorité pour les trois derniers).
À Saint-Barthélemy, le terme Mestizo désigne des personnes d'ascendance mixte (européenne, généralement française) et est-asiatique.

### Mots apparentés
Mestizo (en espagnol : [mesˈtiθo] ou [mesˈtiso]), mestiço (Portuguese: [mɨʃˈtisu], [mesˈt(ʃ)isu] or [miʃˈt(ʃ)isu]), métis (en français : [meˈtis]), mestís (en catalan : [məsˈtis]), Mischling (en allemand : [mɪʃˈlɪŋɡ] ), meticcio (en italien : [meˈtittʃo] ), mestiezen (en néerlandais : [mɛsˈtizə(n)] ), mestee (prononcé : [məsˈtiː]) et mixte (anglais) sont tous cognates du latin mot mixticius.

## Métis comme catégorie de l'ère coloniale

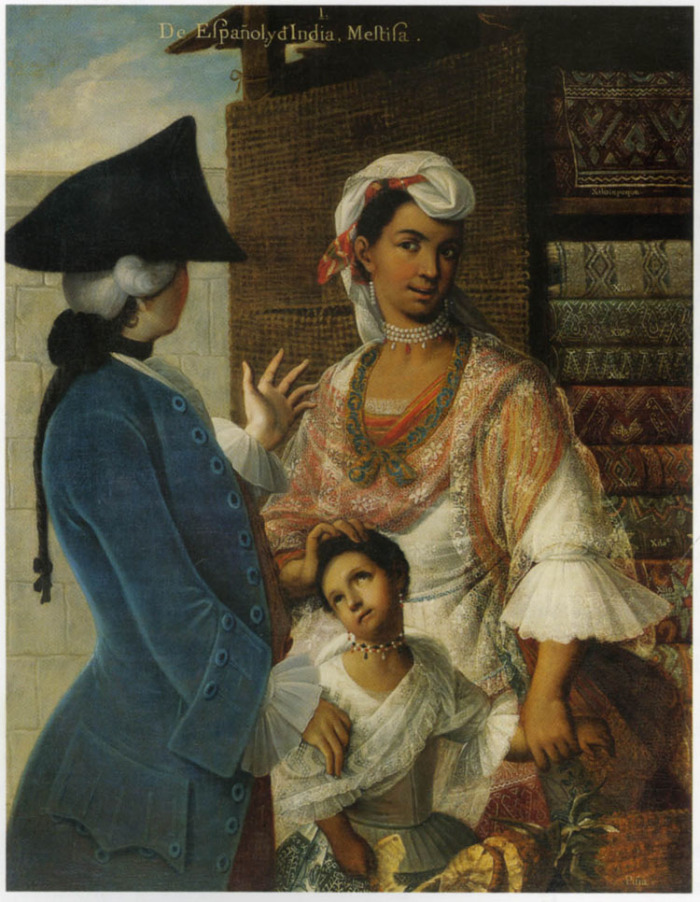
Espagnol et femme indienne, métisse. Miguel Cabrera

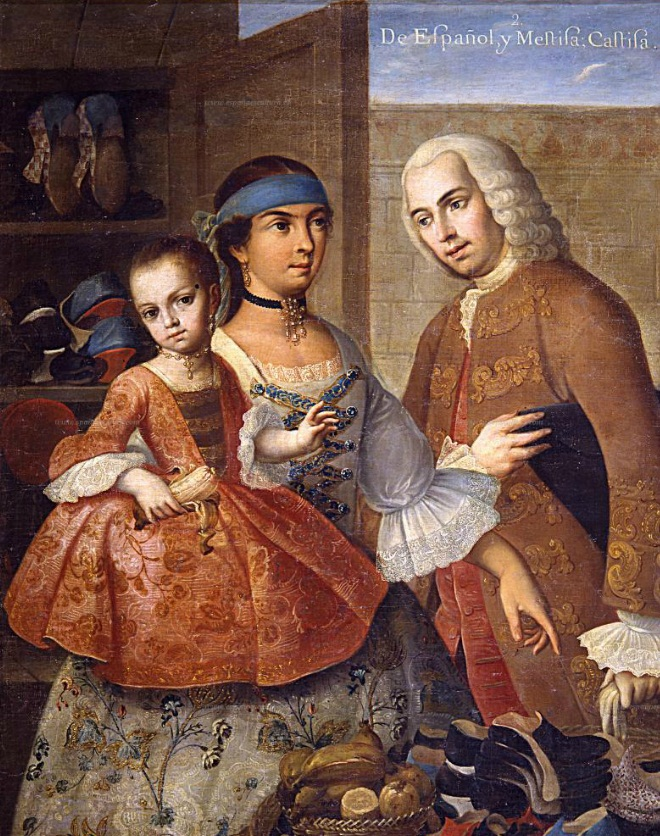
Tableau de casta de Miguel Cabrera, où il montre un père espagnol, une mère métisse (mélange hispano-indien) et leur fille Castiza.

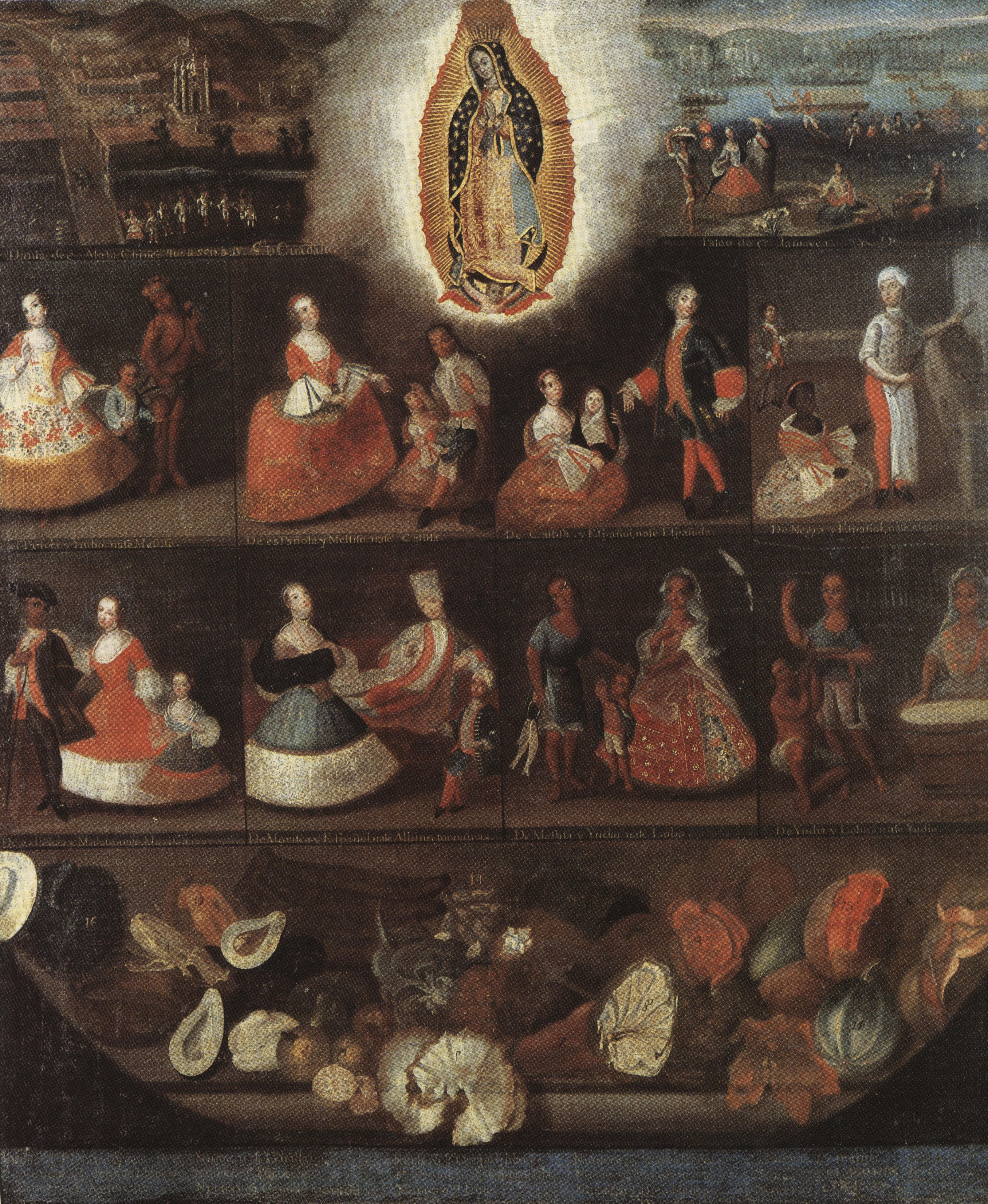
Luis de Mena, Vierge de Guadalupe et castas, 1750. Le groupe en haut à gauche est constitué d'un indio et d'un espagnol, avec leur fils métis. C'est la seule peinture de casta connue avec lindio au-dessus.

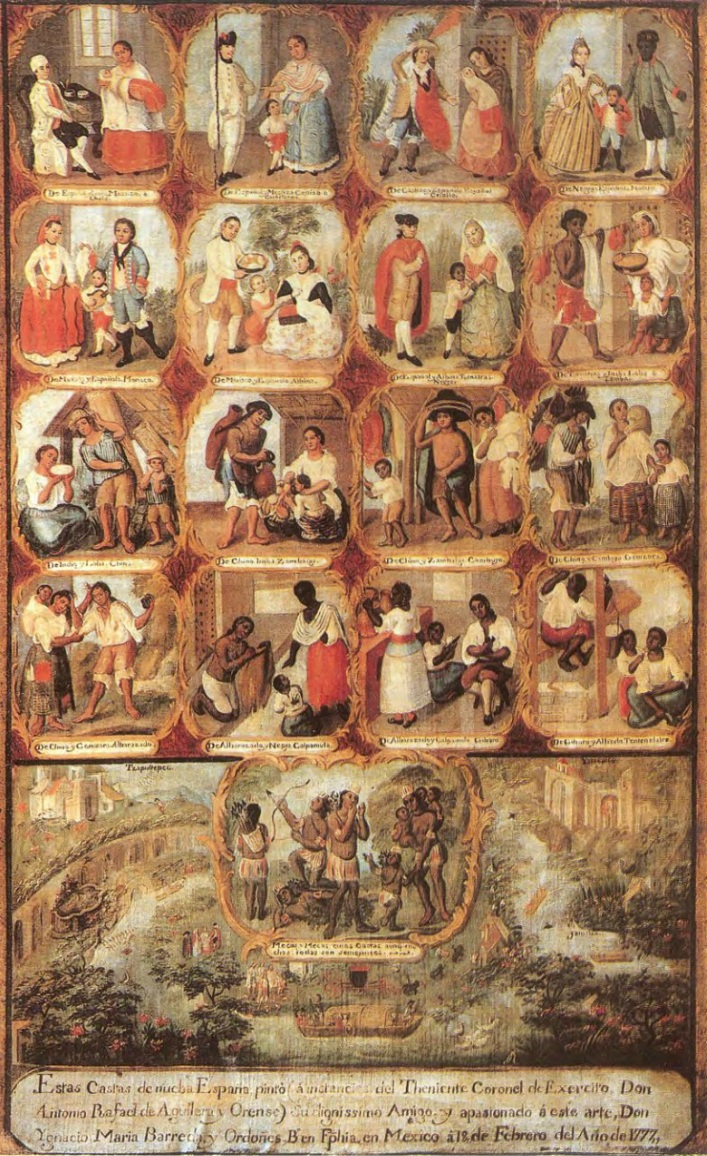
Tableau Casta montrant 16 groupes métis hiérarchisés. Le groupe en haut à gauche utilise cholo comme synonyme de métisse. Ignacio Maria Barreda, 1777. Académie royale espagnole de langue, Madrid.

Durant la période coloniale, les Espagnols ont développé un ensemble complexe de termes raciaux afin de décrire les différences. Bien que cette doctrine ait été conçue comme un « système », souvent appelé sistema de castas ou sociedad de castas, les recherches archivistiques montrent que les étiquettes raciales n’ont pas été fixées tout au long de l'histoire. Les œuvres créées principalement au Mexique au XVIIIe siècle, les « peintures de casta », montrent des groupements de types raciaux dans un ordre hiérarchique, ce qui a influencé la façon dont les chercheurs modernes ont conçu la différence en Amérique espagnole.
Au cours de la période initiale de colonisation des Amériques par les Espagnols, il existait trois grandes catégories d’ethnies : les Européens blancs ou espagnols (español), les Amérindiens (indio) et les Africains (noirs). Tout au long des territoires de l'Empire espagnol dans les Amériques, les moyens de différencier les individus dans une hiérarchie raciale, souvent appelée à l'époque moderne, le Sistema de castas ou dans les pays développés, sociedad de castas, où la société était divisée en fonction de la couleur, Calidad (statut) et d'autres facteurs. Les principales divisions sont les suivantes : 
1. Español (fem. Española), c.-à-d. Espagnol - personne d'origine espagnole ou d'autres origines européennes; un terme générique, subdivisé en Peninsulares et Criollos
  - Péninsulaire - Européen né en Espagne qui s’est ensuite installé dans les Amériques ;
  - Criollo (fem. Criolla)  - d'origine espagnole ou européenne née dans les Amériques ;
2. Castizo (fem. Castiza) - une personne d'ascendance principalement européenne et quelque amérindienne née dans une famille mixte ; la progéniture d'un castizo et d'un espagnol était considérée comme espagnol. Les descendant(e)s d'un castizo(a) et d'un Espagnol(e) sont espagnol(e)s.
3. Mestizo (fem. Mestiza) - une personne d'ascendance mixte étendue à l'européenne et à l'amérindienne ;
4. Indio (fem. Inde) - une personne d’ascendance amérindienne pure ;
5. Pardo (fem. Parda) - une personne d'ascendance mixte blanche, amérindienne et africaine ; parfois un terme convenable pour une personne noire ;
6. Mulato (fem. Mulata) - une personne d'ascendance mixte blanche et africaine ;
7. Zambo - une personne d'ascendance mixte africaine et amérindienne ;
8. Negro (fem. Negra)  - une personne d'ascendance africaine, principalement d'anciens Africains réduits en esclavage et leurs descendants.

En théorie, et comme le montrent les peintures casta mexicaines du XVIIIe siècle, le statut d'espagnol pourrait également être rétabli dans la progéniture d'un Castizo(a) (espagnol métisse) et d'un Espagnol(a).
Étiquettes raciales dans un ensemble de peintures casta mexicaines du XVIIIe siècle de Miguel Cabrera : 
- D’Espagnol et d’Inde, naît métis
- D'Espagnol et de métis, naît Castiza
- De Castizo et d'Espagnol, naît Espagnole
- D'Espagnol et de noir, naît mulâtre
- D'Espagnol et de mulâtre, naît Morisca
- D'Espagnol et Morisca, naît Albino
- D'Espagnol et Albina, naît Torna
- D'Español et Torna atrás, naît Tente en el ayre
- De Noir et d'Inde, naît Chino Cambuja
- De Chino Cambujo et d'Inde, naît Loba
- De Lobo et d'Inde, naît Albarazado
- D'Albarazado et Métis, naît Barcino
- D'Inde et Barcina, naît Zambaiga
- De Castizo et Mestiza, naît Chamizo
- Indios Gentiles (Indiens Meco Barbares)

Au début de la période coloniale, les enfants d'Espagnols et des Indes ont été élevés soit dans le monde hispanique, si le père reconnaissait les enfants comme naturels, soit ils ont été élevés dans le monde autochtone de la mère s'ils n'ont pas été reconnus. Dès 1533, Charles V ordonna à la Haute Cour (Audiencia) de prendre les enfants d'Espagnols et de mères autochtones de les éduquer dans la sphère espagnole. Ce groupe mixte né hors mariage chrétien a augmenté en nombre, vivant généralement dans les communautés autochtones de leur mère.
Mestizos, à l'époque coloniale, a été le premier groupe  à désigner en tant que catégorie distincte des blancs européens (Espagnols) et des noirs africains (Negros) réduits en esclavage qui ont été inclus dans la désignation de Vagabundos (vagabonds) en 1543 au Mexique. Bien que ces métis fussent souvent classés dans la catégorie des castas, ils avaient un rang plus élevé que n’importe quelle personne métisse puisqu’ils n’avaient pas à payer de tributs, les hommes pouvaient être ordonnés prêtres et être autorisés à porter des armes, contrairement aux noirs, aux mulâtres et autres castas. Contrairement à ces derniers, les métis n'avaient aucun ancêtre asservi. Les mariages mixtes entre Espagnols les métis ont donné lieu à une progéniture appelée castizos (« trois quarts blanche »), et le mariage d'un castizo(a) à un espagnol(e) a eu pour effet de rétablir le statut d'espagnol. Don Alonso O'Crouley a observé au Mexique (1774): « Si le métis est la progéniture d’un Espagnol et d’un Indien, la stigmatisation (du mélange racial) disparaît à la troisième étape de la filiation car elle est considérée comme systématique. Un Espagnol et un Indien produisent un métis, un métis et un espagnol, un castizo, et un castizo et un espagnol produisent un espagnol. Le mélange de sang indien ne doit en effet pas être considéré comme un défaut puisque les dispositions de la loi donnent à l’Indien tout ce qu’il pouvait souhaiter, et Philippe II a accordé aux métis le privilège de devenir prêtres. Sur cette base est fondée l'estimation commune de la descendance d'une union d'Espagnols indiens et d'européens ou de créoles ». O'Crouley déclare que le même processus de restauration de la pureté raciale ne se produit pas au fil des générations pour les enfants européens et africains épousant des Blancs. « L’union d’un Espagnol et d’un Noir de sang mêlé conserve la stigmatisation pendant des générations sans perdre la qualité originale d’un mulâtre ».
Le régime colonial espagnol a divisé les groupes en deux catégories juridiques fondamentales : la République des Indiens (República de Indios) et la République des Espagnols (República de Españoles), qui comprend les Blancs d’Europe (Espagnols) et tous les autres non-Indiens. Les Indiens étaient des vassaux libres de la couronne, dont les habitants payaient un tribut, tandis que les élites autochtones étaient considérées comme des nobles et qu'ils étaient exempt de tributs, de même que les métis. Les Indiens étaient supposés être protégés par la couronne, et les non-Indiens, métis, noirs et mulâtres, étaient interdits de résidence dans les communautés autochtones. Les métis et les Indiens du Mexique avaient habituellement une antipathie mutuelle. Cela a été particulièrement le cas avec les Indiens ordinaires contre les métis, dont certains ont infiltré leurs communautés et sont devenus une partie de l’élite dirigeante. Les autorités espagnoles ont fermé les yeux sur la présence des métis, puisqu'ils recueillaient les tributs des citoyens pour la couronne et en sont venus occuper des postes. Ils étaient des intermédiaires utiles pour l’État colonial entre la République des Espagnols et la République des Indiens.
La classification raciale légale d'une personne dans l'Amérique coloniale espagnole était étroitement liée au statut social, à la richesse, à la culture et à l'utilisation de la langue. Les gens riches payaient pour changer ou effacer leur ascendance réelle. De nombreux peuples autochtones ont quitté leurs villages traditionnels et ont cherché à être considérés comme des métis afin d'éviter les paiements des tributs aux Espagnols. De nombreux peuples autochtones, et parfois ceux d'ascendance africaine partielle, ont été catalogués en tant que métis s'ils parlaient espagnol et vivaient en tant que métis.
Au Venezuela colonial, le terme pardo  était plus couramment utilisé à la place du mestizo. Pardo signifie être mélangé sans préciser quel mélange; il était utilisé pour décrire toute personne née dans les Amériques et dont l'ascendance était à la fois européenne, amérindienne et africain.
Lors de l'établissement de la république mexicaine en 1824, les catégories raciales légales ont cessé d'exister. La production de peintures casta en tant que genre en Nouvelle-Espagne a cessé au même moment, après presque un siècle.
Parce que le terme avait pris une myriade de significations, la désignation « métis » a été supprimée des chiffres du recensement au Mexique et n'est plus utilisée.

## Amérique du Nord hispanophone

### Mexique
La grande majorité des Mexicains peuvent être classés comme « Métis ». Ce qui signifie dans l'usage mexicain moderne qu'ils ne s'identifient complètement ni avec une culture autochtone, ni avec un patrimoine non autochtone particulier, mais plutôt avec des traits culturels incorporant des éléments à la fois autochtones et européens. Au Mexique, le terme métis est devenu un terme générique qui désigne non seulement les Mexicains mixtes, mais également tous les citoyens mexicains ne parlant pas les langues autochtones, même les Mexicains asiatiques et afro-mexicains.
Grâce aux efforts délibérés des gouvernements post-révolutionnaires, « l'identité métisse » a été construite en tant que base de l'identité nationale mexicaine moderne, par le biais d'un processus de synthèse culturelle appelé mestizaje ([mes.tiˈsa.xe]). Les politiciens et les réformateurs mexicains tels que José Vasconcelos et Manuel Gamio ont joué un rôle déterminant dans la construction d’une identité nationale mexicaine reposant sur le concept de « métissage » (processus d’homogénéisation ethnique),.
Au Mexique, au début de la période post-révolutionnaire, les politiques culturelles étaient paternalistes à l’égard des peuples autochtones. Elles visaient à « aider » les peuples autochtones à atteindre le même niveau de progrès que la société métisse, finissant par les assimiler complètement pour intégrer la culture mexicaine, en vue de résoudre finalement le « problème indien » en transformant les communautés autochtones en communautés métisses.
Parfois, particulièrement en dehors du Mexique, le mot mestizo est utilisé pour désigner les Mexicains mélangés de sang autochtone et européen. Cet usage ne correspond pas à la réalité sociale mexicaine selon laquelle une personne appartenant à un patrimoine génétique autochtone pur serait considérée comme un métis. Soit en rejetant sa culture autochtone, soit en ne parlant pas une langue autochtone. Ou d'une personne n'ayant aucun ou un très faible pourcentage de patrimoine génétique autochtone. Le patrimoine génétique étant considéré comme entièrement autochtone, lorsqu'on parle une langue autochtone, ou en s’identifiant à un patrimoine culturel autochtone particulier. Dans la péninsule du Yucatán, le mot mestizo a un sens différent de celui utilisé dans le reste du Mexique, pour faire référence à des populations de langue maya vivant dans des communautés traditionnelles. Car pendant la guerre de caste de la fin du XIXe siècle, ces Mayas n'ont pas rejoint la rébellion et ont été classés comme des métis. Au Chiapas, le terme ladino est utilisé à la place de métis.
En raison de l'étendue de la définition moderne du terme métis, plusieurs publications proposent différentes estimations de ce groupe. Certaines essaient d'utiliser une perspective raciale et biologique et calculent la population de métis dans le Mexique contemporain comme se situant autour de la moitié et des deux tiers de la population. D'autres utilisent la définition basée sur la culture et estiment le pourcentage de métis à 90% de la population mexicaine. Plusieurs autres, par manque de connaissance de la définition moderne, se trompent et affirment que les Mexicains d’ethnicité mixte représentent jusqu’à 93% de la population du Mexique. Paradoxalement, le mot Mestizo a depuis longtemps été abandonné dans le vocabulaire populaire mexicain avec des connotations péjoratives ce qui complique encore davantage les tentatives de quantifier les Mestizos par l’auto-identification.
Alors que pendant la majeure partie de son histoire, le concept de Mestizo et Mestizaje a été salué par les cercles intellectuels du Mexique, ce concept a récemment fait l’objet de critiques, ses détracteurs affirmant qu’il délégitimise l’importance de l’ethnicité au Mexique car le concept de « racisme » n’existant pas ici (au Mexique), car tout le monde est métis. En général, les auteurs concluent que le Mexique introduisant une véritable classification raciale et s’acceptant comme un pays multiculturel opposé à un pays Mestizo monolithique apporterait des avantages à la société mexicaine dans son ensemble.

#### Études génétiques
Une étude de 2012 publiée par le Journal of Human Genetics a révélé que l'ascendance (paternelle) du chromosome Y du métis moyen mexicain était principalement européenne (64,9 %), suivie de l'amérindien (30,8%) et de l'africain (4,2 %). L'ascendance européenne était plus répandue dans le nord et l'ouest (66,7 à 95 %) et l'ascendance amérindienne augmentait dans le centre et le sud-est (37 à 50 %). L'ascendance africaine était faible et relativement homogène (0 à 8,8%). Les États qui ont participé à cette étude sont Aguascalientes, Chiapas, Chihuahua, Durango, Guerrero, Jalisco, Oaxaca, Sinaloa, Veracruz et Yucatán.
Une étude réalisée par l'Institut national de médecine génomique du Mexique, portant sur 104 métis de Sonora, du Yucatán, du Guerrero, de Zacatecas, de Veracruz et de Guanajuato, a révélé que les Mexicains métis étaient à 58,96% européens, 31,05 % indiens et 10,03 % africains. Sonora affiche la contribution européenne la plus élevée (70,63 %) et Guerrero la plus faible (51,98 %), ainsi que la contribution amérindienne la plus élevée (37,17 %). La contribution africaine varie de 2,8 % à Sonora à 11,13 % à Veracruz. 80 % de la population mexicaine était classée comme mestizo (définie comme « étant métisse à un certain degré »).
En mai 2009, la même institution (l'Institut national d'étude génomique du Mexique) a publié un rapport sur une recherche génomique de 300 métis de ces mêmes états. L'étude a révélé que la population métisse de ces états mexicains représentait en moyenne 55 % d'ascendance autochtone, suivie de 41,8 % d'ascendance européenne, de 1,8 % d'ascendance africaine et de 1,2% d'ascendance est-asiatique.
L’étude a également noté que, alors que les métis de l’état de Guerrero, dans le sud du pays, présentaient en moyenne 66% d’ascendance autochtone, ceux de l’état de Sonora, au nord, présentaient environ 61,6% d’ascendance européenne. L'étude a révélé qu'il y avait une augmentation de l'ascendance autochtone lorsqu'on se dirige vers les états du Sud du Mexique, tandis que son ascendance autochtone diminue à mesure que l'on se rapproche des états du Nord du pays, tels que Sonora.

### Amérique centrale
Les Ladino sont un mélange de métis ou d'hispanisés en Amérique latine, principalement en Amérique centrale. Le gentilé Ladino est un mot espagnol qui dérive de latino. Ladino est un exonyme inventé[Par qui ?] de l’ère coloniale pour faire référence aux hispanophones qui ne sont pas des élites coloniales des Péninsulaires, des Criollos ou des peuples autochtones.

#### Costa Rica

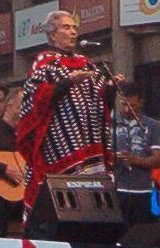
Chavela Vargas, chanteuse costaricaine

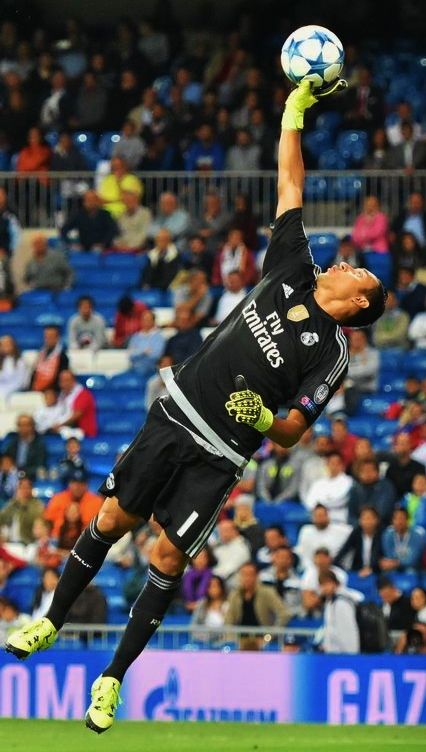
Keylor Navas, footballeur costaricain au Real Madrid

Depuis 2012 la plupart des Costariciens sont principalement d'origine espagnole ou métisse, avec des minorités d'origine allemande, italienne, jamaïcaine et grecque.
Les migrants européens ont utilisé le Costa Rica pour traverser l'isthme d'Amérique centrale et atteindre la côte ouest des États-Unis (Californie) à la fin du XIXe siècle et jusqu'aux années 1910 (avant l'ouverture du canal de Panama ). Les autres groupes ethniques connus pour vivre au Costa Rica comprennent les Nicaraguayens, les Colombiens, les Vénézuéliens, les Péruviens, les Brésiliens, les Portugais, des Palestiniens, des Caraïbes, des Turcs, des Arméniens et des Géorgiens.
Un grand nombre des premiers colons espagnols au Costa Rica ont peut-être été des juifs convertis au christianisme qui ont été expulsés d'Espagne en 1492 et se sont enfuis dans les backwaters coloniaux pour éviter l'Inquisition. Le premier groupe important de Juifs auto-identifiés a immigré de Pologne à partir de 1929. Des années 1930 au début des années 1950, des campagnes journalistiques et antisémites officielles ont alimenté le harcèlement des Juifs. Cependant, dans les années 1950 et 1960, les immigrants ont été mieux acceptés. La plupart des 3 500 Juifs du Costa Rica ne sont pas très pratiquants aujourd'hui, mais ils restent largement endogames[réf. nécessaire].
Le Costa Rica compte quatre petits groupes minoritaires: les mulâtres, les afro, les amérindiens et les asiatiques. Environ 8% de la population est d’ascendance africaine ou mulâtre (mélange d’Européens et d’Africains), appelés Afro-Costariciens, descendants anglophones des travailleurs immigrants afro-jamaïcains du XIXe siècle.
À la fin du XXe siècle, les allusions dans les manuels scolaires et le discours politique à la « blancheur » ou à l'Espagne en tant que « mère patrie » de tous les Costariciens, ont diminué pour laisser place à une reconnaissance de la multiplicité des peuples composant la nation.[réf. nécessaire]

#### Salvador

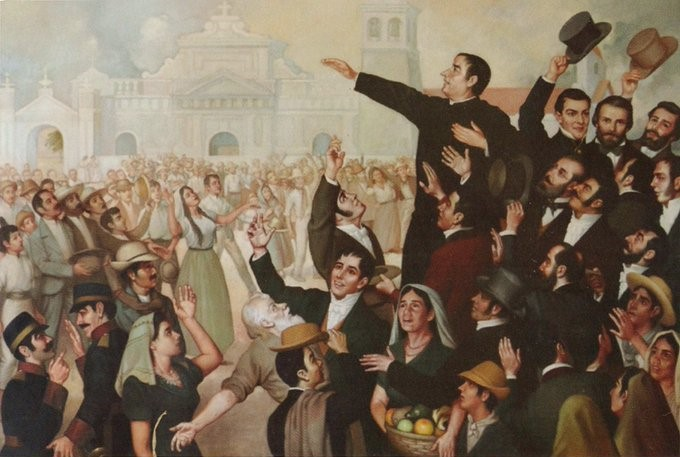
Peinture de la célébration du premier mouvement d'indépendance à San Salvador, El Salvador. Au centre, José Matías Delgado, prêtre salvadorien et médecin connu sous le nom de Père de la patrie salvadorienne (Le père de la patrie salvadorienne), aux côtés de son neveu, Manuel José Arce, futur président salvadorien de la République fédérale d’Amérique centrale.

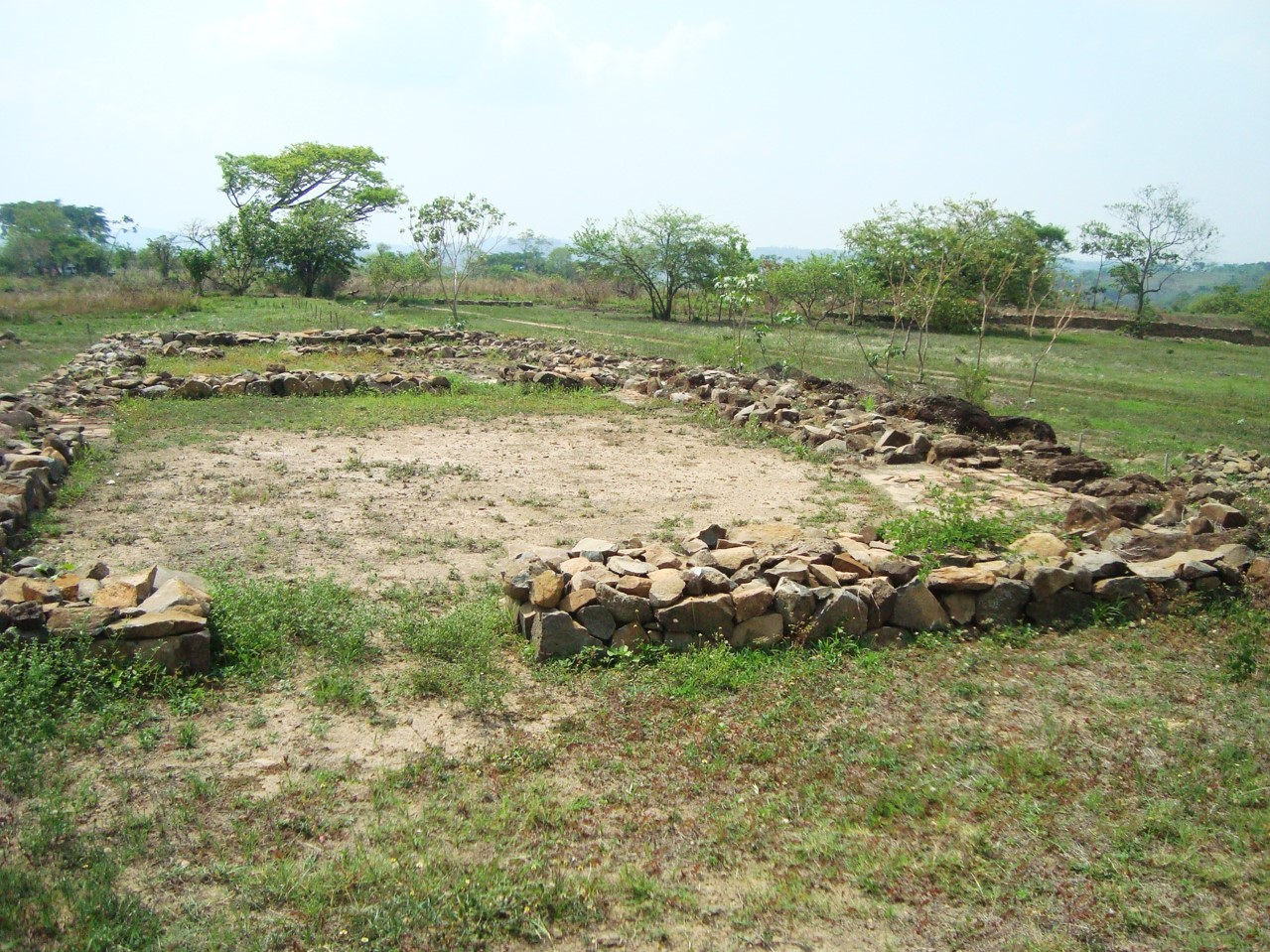
Ciudad Vieja, au Salvador (aussi connue sous le nom de vieux San Salvador), était une colonie perdue établie en 1525 dans l'actuel Salvador. Il s’agissait d’une première tentative des Espagnols d’établir une colonie permanente au Salvador. La ville a été abandonnée après les attaques répétées des autochtones, puis réinstallée à nouveau en 1528, puis complètement abandonnée et démantelée en 1545 et déplacée dans la ville moderne de San Salvador. La colonie ressemble plus à une base militaire fortifiée qu'à une ville. Le recensement historique indique que la ville contenait des Espagnols de sexe masculin avec de nombreux enfants métis avec des épouses autochtones amérindiennes.

En Amérique centrale, les mariages entre Européens et les femmes indigènes amérindiennes Lenca, Cacaopera et Pipil de l'actuel Salvador sont survenus presque immédiatement après l'arrivée des Espagnols européens dirigés par Pedro de Alvarado. D'autres groupes autochtones du pays, tels que les Maya Poqomam, les Maya Ch'orti, les Alaguilac, les Xinca, les personnes de langue Mixe et Mangue, ont disparu du point de vue culturel en raison du processus de métissage ou de maladies apportées par les Espagnols. La culture métisse est rapidement devenue la culture la plus prospère et dominante du Salvador. La majorité des Salvadoriens du Salvador moderne s’identifient à 86,3% de racines métisses.
En 1932, le dictateur impitoyable Maximiliano Hernandez Martinez était responsable de La Matanza (« le massacre »), connu comme le massacre de paysans salvadorien en 1932 au cours duquel le peuple autochtone amérindien a été assassiné dans le but d'éliminer les populations indigènes d'El Salvador durant le soulèvement des paysans. Les peuples autochtones, principalement de descendance Lenca, Cacaopera et Pipil, sont toujours présents au Salvador dans plusieurs communautés, conservant leurs langues, leurs coutumes et leurs traditions.
Il existe une population arabe importante (environ 100 000 personnes), venant principalement de Palestine (en particulier de Bethléem), mais également du Liban. Les Salvadoriens d'origine palestinienne comptaient environ 70 000 personnes, contre 27 000 environ pour les Salvadoriens d'origine libanaise. Il y a aussi une petite communauté de Juifs venus de France, d'Allemagne, du Maroc, de Tunisie et de Turquie au Salvador. Un grand nombre de ces groupes arabes se sont naturellement mêlés et ont contribué à la population moderne de salvadoriens métis.
Pardo est le terme utilisé dans la colonisation salvadorienne pour décrire un Afro-métis tri-racial d'ascendance autochtone, européenne et africaine. Le Salvador est le seul pays d'Amérique centrale à ne pas compter une population africaine importante en raison de nombreux facteurs, notamment par le fait que le Salvador n'a pas de côte sur la mer des Caraïbe et à cause du président Maximiliano Hernández Martínez, qui a promulgué des lois raciales pour empêcher les Afros et d'autres peuples à rentrer au Salvador, bien que des Salvadoriens d'origine africaine, appelés Pardos, soient déjà présents dans le pays, la majorité sont des Pardos Salvadoriens tri-raciaux qui se regroupent en grande partie avec la population métisse. Ils ont été mélangés et ont naturellement été élevés par la population métisse générale, qui est une combinaison d'une majorité métisse et de la minorité de personnes Pardos, qui sont toutes deux des populations métisses. Au total, seuls 10 000 Africains réduits en esclavage ont été amenés au Salvador en l'espace de 75 ans, à partir de 1548 environ, 25 ans après la colonisation du pays. Les Africains réduits en esclavage qui ont été amenés au Salvador pendant la période coloniale ont fini par se mélanger et se fondre dans la population métisse beaucoup plus importante et plus vaste, ce qui a créé les Pardos ou Afromestizos qui se sont regroupés avec le peuple métis, contribuant ainsi au métissage moderne. Il n’y a donc pas de marque particulière d'une physionomie africaine parmi les Salvadoriens, comme dans les autres pays d’Amérique centrale.
Aujourd’hui, les Salvadoriens d’origine raciale européenne, en particulier méditerranéenne, ainsi que les peuples autochtones amérindiens du Salvador qui ne parlent pas de langues autochtones et ne possèdent pas de culture autochtone. Comme les Pardos Salvadoriens tri-raciaux et les Salvadoriens d’ascendance arabe, qui se disent également métis salvadorien par absorption.

#### Guatemala
La population ladino du Guatemala est officiellement reconnue en tant que groupe ethnique distinct et le ministère de l'éducation du Guatemala utilise la définition suivante : 
 « La population ladino a été caractérisée comme une population hétérogène qui s'exprime en espagnol comme langue maternelle, possédant des traits culturels spécifiques d'origine hispanique mélangés à des éléments culturels autochtones et revêtant un style communément considéré comme occidental ». 

## Amérique du Sud hispanophone

### Argentine et Uruguay
Initialement coloniales, l’Argentine et l’Uruguay ont eu une population à prédominance métisse comme le reste des colonies espagnoles, mais en raison d’un flot de migrations européennes au XIXe siècle et de mariages mixtes répétés avec des Européens, la population métisse devint une prétendue population castizo. Avec plus d'Européens arrivés au début du XXe siècle, la majorité de ces immigrants venant d'Espagne et d'Italie, le visage de l'Argentine et de l'Uruguay est devenu majoritairement européen dans sa culture et ses traditions. Pour cette raison, le terme métisse est tombé en désuétude. Actuellement, les personnes considérées comme des Blancs représentent 85 % de la population argentine et 88 % de la population uruguayenne.
Le nord de l'Argentine a encore une population principalement métisse, en particulier dans les provinces de Jujuy, Salta, Tucumán, Santiago del Estero, Catamarca, La Rioja, San Juan, Mendoza, Chaco, Formosa, Corrientes, Santa Fé et Misiones, où il y a aussi une population importante d’autochtones,.

### Chili
Au Chili, à partir du moment où les soldats espagnols de Pedro de Valdivia sont entrés dans le nord du Chili, un processus de métissage a commencé. Les Espagnols ont commencé à s'accoupler avec la population locale belliqueuse mapuche, population amérindienne, pour produire une écrasante population Mestizo au cours de la première génération dans toutes les villes qu'ils ont fondées. Dans le sud du Chili, les Mapuches étaient l’une des seules tribus amérindiennes des Amériques à être en conflit permanent avec l’Empire espagnol et à ne pas se soumettre à une puissance européenne.
Un livre sur la santé publique publié par l'Université du Chili indique que 30 % de la population est d'origine blanche. On estime que les mestizos représentent un total de 65 %, les 5 % restants étant des Amérindiens. Une étude génétique réalisée par la même université a montré que les gènes moyens chiliens dans le segment des métis sont à 60 % européens et à 40 % amérindiens.

### Colombie
La Colombie qui a été nommée ainsi après sa découverte par l'explorateur Christophe Colomb est le produit de l'interaction et du mélange des conquistadors et des colons européens avec les différents peuples amérindiens de Colombie. Plus tard, l'élément africain a été introduit sur les côtes de la Colombie en tant que peuple asservi[réf. nécessaire].
Au fil du temps, la Colombie est devenue un pays principalement métis en raison de l'immigration limitée en provenance d'Europe aux XIXe et XXe siècles. Les minorités sont les suivantes : les Mulattoes et les Pardos vivant principalement dans les zones côtières; et des poches d’Amérindiens vivant dans les zones rurales et les régions du bassin amazonien du pays[réf. nécessaire].
Une estimation non-officielle estime que 49 % de la population colombienne est Mestizo ou d'ascendance européenne et Amérindienne mixte. Environ 37 % sont d'origine européenne (principalement espagnole, et une partie d'italien, de français et d'allemand ) et d'origine moyen-orientale. 10,6 % est d'origine africaine. Les Amérindiens autochtones représentent 3,4 % de la population. 0,01% de la population est rom. Le recensement de 2005 indiquait que la « population non ethnique », composée des européens et de métis (d'ascendance mixte, européenne et amérindienne), constituait 86% de la population nationale.

### Équateur
À l'époque coloniale, la majorité des Équatoriens étaient des Amérindiens et les minorités étaient des conquistadors espagnols, venus avec Francisco Pizarro et Sebastian de Benalcazar. Au fil du temps, ces conquérants espagnols et les colons espagnols qui se sont succédé ont engendré une progéniture avec la population amérindienne locale, l’immigration espagnole n’ayant pas initialement inclus beaucoup de femmes blanches dans les colonies. En quelques générations, une population à prédominance métisse est apparue en Équateur, tandis que la population amérindienne était en déclin en raison des maladies et des guerres en Europe[réf. nécessaire].
Les Afro-Équatoriens (Zambos et Mulattoes), minoritaires dans le pays, se trouvent principalement dans la province d'Esmeraldas, dans la Valle del Chota de la province d'Imbabura et en tant que petites communautés minoritaires afro-équatoriennes ils vivent le long des zones côtières.
Les métis sont de loin le plus important de tous les groupes ethniques et représentent 71,9 % de la population actuelle. Les 28% suivants de la population sont constitués de quatre groupes ethniques avec environ 7 % chacun : les Montubios, les Afro-équatoriens, les Amérindiens et les Blancs.

### Paraguay
José Gaspar Rodríguez de Francia, premier consul du Paraguay de 1811 à 1840, imposa durant son règne, une loi interdisant aux Espagnols de se marier avec un autre Espagnol et de n'épouser que des mestizos ou des Indiens[réf. nécessaire]. Cette loi fut introduite pour éliminer tout sentiment de supériorité raciale, et également pour mettre fin à l'influence principalement espagnole au Paraguay. De Francia lui-même n'était pas un métis (bien que son grand-père paternel soit afro-brésilien), mais craignait que la supériorité raciale ne crée une division de classe qui menacerait son pouvoir absolu.
En conséquence, 90% de la population du Paraguay est métis et la langue principale est le guaraní, langue maternelle de 60% de la population, l’espagnol étant parlé comme première langue par 40% de la population, et parlé couramment par 75 %, faisant du Paraguay l’un des pays les plus bilingues au monde. Bien qu'il n'y a pas eu le métissage tel que le souhaitait Francia, après le grand déclin de la population masculine à la suite de la guerre de la Triple-Alliance, des travailleurs européens émigrés se sont mélangés à la population métisse. Ainsi cela a promu une classe moyenne de fond métis largement accepté comme une configuration du pays[réf. nécessaire].

### Pérou

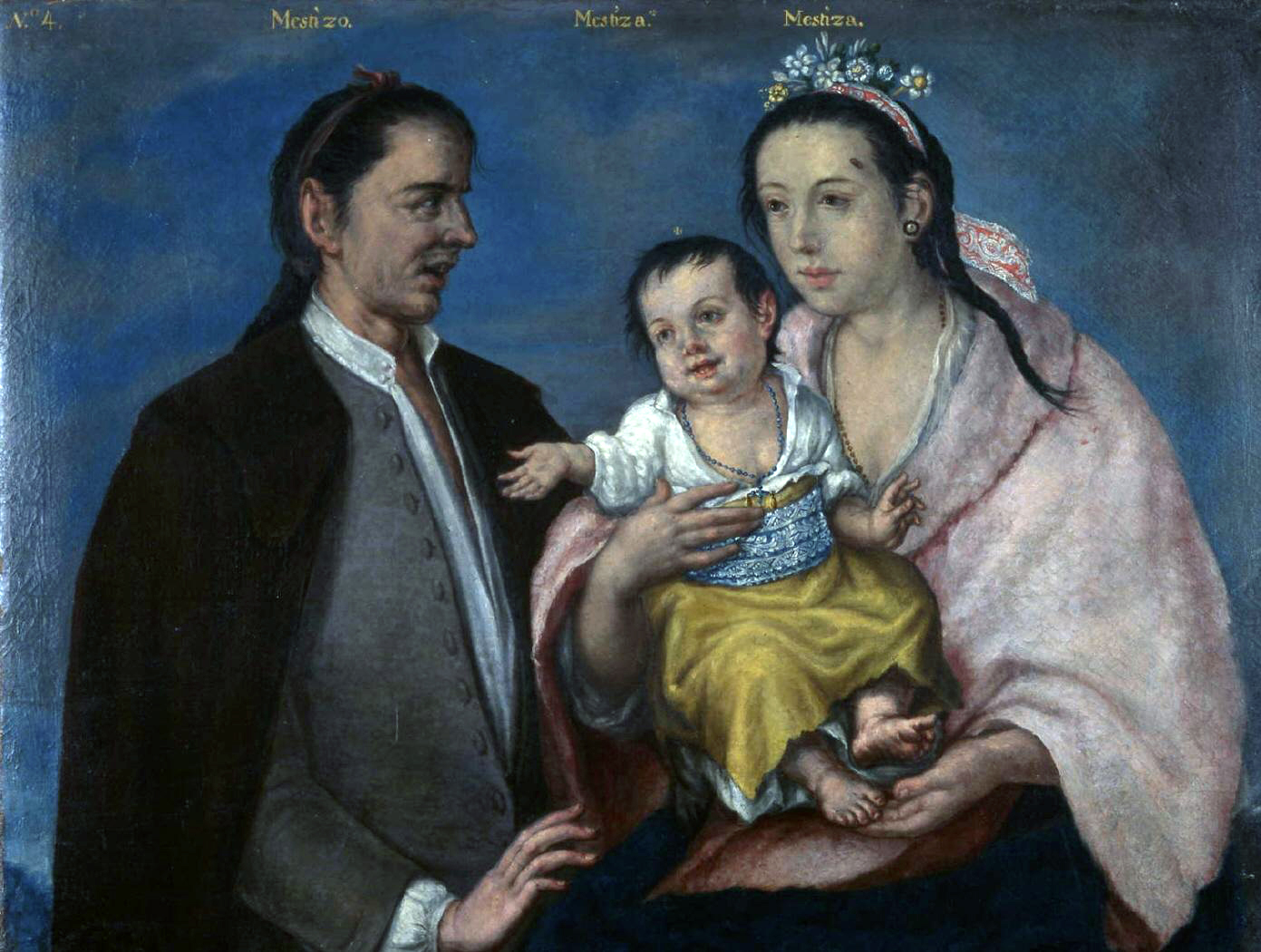
Mestizo-Mestiza, Pérou, vers 1770.

Selon Alberto Flores Galindo, « lors du recensement de 1940, le dernier qui utilisait des catégories raciales, les métis étaient regroupés avec les Blancs et les deux constituaient plus de 53% de la population. Les métis étaient probablement plus nombreux que les Indiens et constituaient le groupe de population le plus important ».

### Venezuela
Les métis sont majoritaires au Venezuela et représentent 51,6% de la population du pays. Selon D'Ambrosio, 57,1% des métis ont principalement des caractéristiques européennes, 28,5% ont des caractéristiques surtout africaines et 14,2%, des caractéristiques surtout amérindiennes.

#### Métis notables émigrant vers l'Europe
Martín Cortés, fils du conquistador espagnol Hernán Cortés et de l'interprète mexicain indigène Nahuatl - Maya Malinche, a été l'un des premiers métis à arriver en Espagne suivant les documents historiques. Son premier voyage eut lieu en 1528, lorsqu'il accompagna son père, Hernán Cortés, qui cherchait à le légitimer par le pape.
Il existe également des preuves avérées des petits-enfants de Moctezuma II, empereur aztèque, dont la couronne espagnole a reconnu l’ascendance royale, ayant volontairement mis les pieds sur le sol européen. Parmi ces descendants, on compte les comtes de Miravalle et les ducs de Moctezuma de Tultengo, devenus membres de la pairie espagnole et ont laissé de nombreux descendants en Europe. Les comtes de Miravalle, résidant en Andalousie (Espagne), ont demandé en 2003 au gouvernement mexicain de rétablir le versement des « pensions de Moctezuma » annulées en 1934.
L'historien métisse Inca Garcilaso de la Vega, fils du conquistador espagnol Sebastián Garcilaso de la Vega et de la princesse Inca Isabel Chimpo Oclloun, est arrivé en Espagne en provenance du Pérou. Il a vécu dans la ville de Montilla, en Andalousie, où il est décédé en 1616. Les enfants métis de Francisco Pizarro étaient également des chefs militaires en raison de la célébrité de leur père. Au début du XIXe siècle et dans les années 1980, la France et la Suède ont vu l'arrivée de centaines de Chiliens, dont beaucoup ont fui le Chili sous le gouvernement dictatorial d'Augusto Pinochet.

## Asie hispanique et Océanie

### Philippines
Les Métis des Philippines sont traditionnellement un mélange d'ascendance austronésienne, chinoise, espagnole, sud-européenne ou latino-américaine et sont principalement des descendants de viajeros (marins ayant emprunté la route Manila-Acapulco Galleon), des soldados (soldats) et des negociantes (marchands principalement, espagnol, chinois ou métis eux-mêmes). Pour cette raison, la plupart des métis des Philippines sont concentrés dans les zones urbaines et les grandes villes des îles telles que Manille, Iloilo, Zamboanga, Cebu et Vigan. Dans ces provinces des Philippines, de nombreux espagnols et/3/ands étrangers se sont mariés avec les riches et nanties malayo ‑ polynésiennes. À partir de ces unions, un nouveau groupe culturel a été formé, la classe des métis. Leurs descendants sont apparus plus tard pour devenir une partie influente du gouvernement colonial et de la Principauté parmi lesquels Manuel L. Quezon, le premier président du Commonwealth des Philippines (1935-1944); et Marcelo Azcárraga Palmero, qui est même devenu Premier ministre par intérim de l’Espagne du 8 août 1897 au 4 octobre de la même année. Azcárraga redevint également Premier ministre d'Espagne dans deux autres mandats distincts. En 1904, il a été nommé Chevalier de l'Ordre chilvaric espagnol de la très exclusive ordre de la toison d'or, le seul métis à avoir reçu ce prix prestigieux.
Les migrations plus récentes et les mariages interraciaux à partir du XXe siècle ont entraîné une plus grande variété de mélanges raciaux avec les Américains blancs et d’autres Asiatiques.

### Guam et les Mariannes du Nord
À Guam et dans les îles Mariannes du Nord, le terme métis a été emprunté à la langue espagnole et était autrefois utilisé pour identifier les personnes d'ascendance mixte insulaire du Pacifique et espagnole; toutefois, lorsque les États-Unis ont pris le contrôle de ces îles après la guerre hispano-américaine de 1898, le terme « multiracial » a remplacé le mot métis[réf. nécessaire].
Les métis multiraciaux forment actuellement une petite minorité de la population. Étant donné que la plupart des Guamaniens et des habitants des Mariannes du Nord ont également reçu le nom de famille espagnol dans le cadre des Indes orientales espagnoles, les personnes d'ascendance blanche américaine et d'autres origines européennes non espagnoles portant le nom de famille espagnol peuvent être confondues car elles ont une même descendance[réf. nécessaire] [pas clair].

## Anciennes colonies portugaises

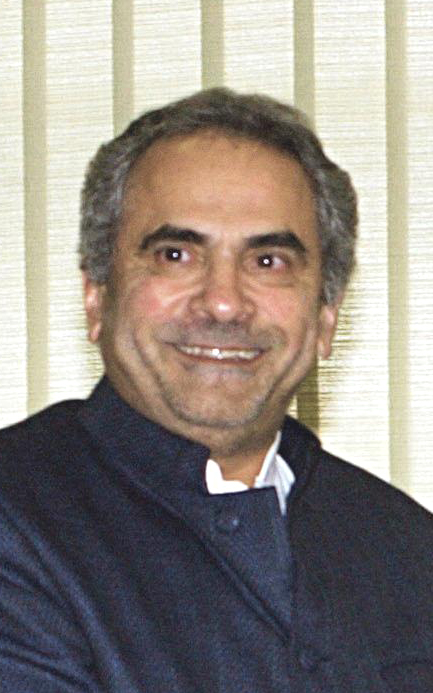
José Ramos-Horta, prix Nobel de la paix de 1996, ancien président du Timor oriental.

### Lusophone, Amérique sud

#### Mestiço brésilien
Au Brésil, le mot mestiço est utilisé pour décrire des individus issus de n'importe quel mélange d'ethnies différentes, sans spécifier aucune relation avec une ascendance amérindienne ou européenne. La Journée de l'ethnie mixte, ou journée du métis (Dia do Mestiço), le 27 juin, est un événement officiel dans les États d'Amazonie, de Roraima de Paraíba et une fête dans deux villes.
Un des groupes les plus notoires est le pardo (personnes brunes), également connu sous le nom de moreno  (personnes ayant la peau bronzées; étant donné sa nature euphémiste, il peut être interprété comme offensant). Ils comprennent principalement ceux de couleur de peau non blanche. Néanmoins, tous les pardos  sont mestiços. Par exemple, un Amérindien (initialement et le plus souvent índio, souvent plus formellement indígena, rarement ameríndio, un indien de l'Est (indiano) ou un Philippin peut être initialement décrit comme pardo/parda  (par opposition à branco, blanc, negro, Afro et amarelo, jaune) si son appartenance ethnique est inconnue, comme en témoignent les premiers rapports de découverte de navigateurs portugais. De la même manière, mestiço, terme utilisé pour décrire toute personne ayant un degré quelconque de métissage dans la lignée, peut s’appliquer à tous les groupes précités (celui du Portugal et de ses anciennes colonies dépend toujours uniquement du phénotype, c’est-à-dire qu’une personne brune peut avoir un frère ou une sœur à part entière de tous les autres phénotypes de base et, par conséquent, de groupes ethniques).
Les groupes pardo important au Brésil sont les caboclos (utilisation largement contemporaine) ou mamelucos (usage largement archaïque), les mulatos et les cafuzos. Le premier groupe est composé d’Amérindiens culturellement assimilés ainsi que de descendants à la « peau brune » ou d’enfants de race blanche ou moreno, personnes (noires) de phénotype autrement blanc et d'amérindiens. Ils constituent un groupe important dans la région du nord (bassin de l'Amazone), mais également relativement nombreux dans les régions du nord-est et du centre-ouest. Puis, ceux, ni afro, ni à peau claire, dont les origines viennent de l’amalgame entre Blanc ou Morenos et Afros ou cafuzos.
Le dernier groupe est composé de descendants d’Amérindiens ou de caboclos et d'Afros ou autres cafuzos. Enfin, ceux dont les origines possèdent un niveau notoire d'ascendance européenne et dans lesquels ni les traces phénotypiques amérindiennes ni africaines ne sont pas beaucoup plus présentes les unes que les autres sont parfois appelés juçaras.

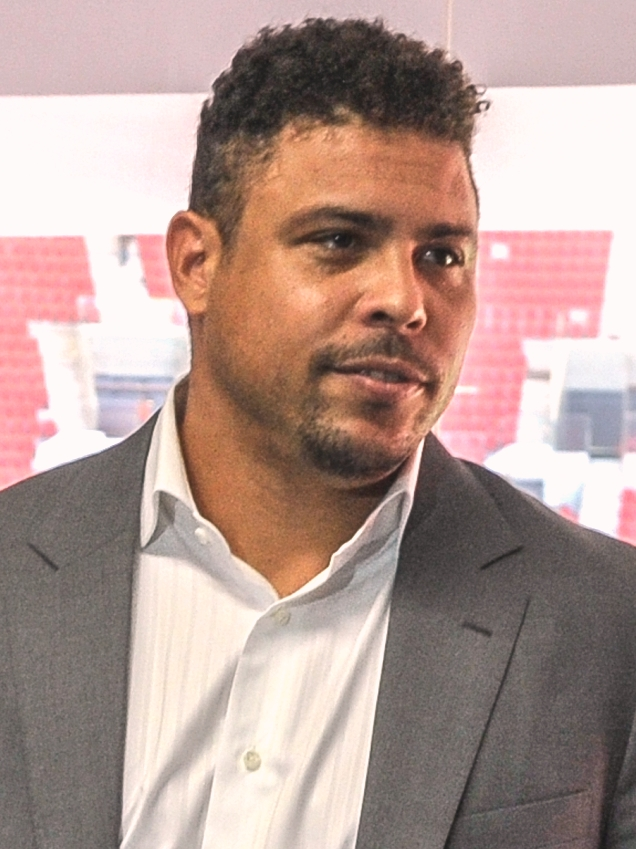
Le footballeur brésilien Ronaldo

Cependant, il existe des groupes importants qui sont mestiços mais pas nécessairement pardos. Les personnes d’ascendance asiatique orientale et non asiatique combinées sont appelées ainokos, du japonais love (ai) child (ko) (également utilisé pour tous les enfants de naissance illégitime. Les enfants mixtes sont maintenant largement appelés « demi » ou hāfu), mais souvent, pour ceux qui ne sont pas en contact avec le terme, mestiço de (Nationalité/appartenance ethnique est-asiatique) peut également être utilisé. Sararás se distinguent de mulatos à la peau claire (plutôt que brune), et ayant des cheveux blonds ou roux.
Les autres personnes qui ne sont pas brunes (et donc pas pardo), mais aussi leurs phénotypes autres que la peau, les cheveux et la couleur des yeux ne correspondent pas aux blancs mais ceux des personnes de couleur, peuvent être simplement appelés mestiço, sans spécifier la couleur de peau avec une connotation identitaire (il y a cependant les distinctions de mestiço claro, pour les peaux mestiço moreno, et mestiço moreno pour les tons de peau d’olive). Dans les recensements brésiliens, ces personnes peuvent choisir de s’identifier principalement au branco (Blanc) ou pardo (marron) ou laissez la question vide dans la rubrique ethnique/couleur.

### Afrique lusophone

#### Mestiço angolais
Les mestiços sont principalement issus de lignées européennes, autochtones angolais ou d’autres lignées africaines indigènes. Ils ont tendance à être de culture portugaise et à avoir des noms portugais complets.
Bien qu'ils représentent environ deux pour cent de la population, ils constituent l'élite sociale et le groupe à privilèges raciaux du pays. Historiquement, mestiços  formé des allégeances sociales et culturelles avec les colons portugais s'identifiant ensuite aux Portugais en plus de leurs identités autochtones. Malgré leur loyauté, le groupe ethnique a dû faire face à des difficultés économiques et politiques aux mains de la population blanche en période de difficultés économiques pour les Blancs. Ces actions ont conduit à l'ostracisme des Mestiços vis-à-vis des avantages économiques dont ils ont hérité, ce qui a incité le groupe à adopter une nouvelle direction sociopolitique.
Au cours des 500 années de présence portugaise dans le pays, les Mestiços ont conservé leur statut de bénéficiaire, ce qui est très évident dans la hiérarchie politique, économique et culturelle de l'Angola actuel. Leur gamme de phénotypes est large et un certain nombre de membres possèdent des caractéristiques physiques proches de celles de la population autochtone non mélangée afro. Étant donné que les Mestiços sont généralement plus éduqués que le reste de la population afro autochtone, ils exercent au sein du gouvernement une influence disproportionnée par rapport à leur nombre.

#### Mestiço bissau-guinéen
1% de la population est d'ascendance africaine et portugaise mixte, le Tamahaq et l'influence génétique arabe est ignoré.

#### Mestiço mozambicain
C'est une population minoritaire de Mozambicains d'origines mixte bantoue et portugaise.

#### Mestiços de São Tomé et Príncipe
Les métis de São Tomé et Príncipe sont des descendants de colons portugais et d'esclaves africains amenés dans les îles au début de la colonisation du Bénin, du Gabon, de la République du Congo, de la République démocratique du Congo et de l'Angola (ces personnes sont également connues comme filhos da terra ou « enfants de la terre »).

### Asie lusophone

#### Mestiço sri lankais
Au Sri Lanka, les noms mestiços (portugais pour « ethnie mixte ») ou casados (« mariés ») ont été appliqués aux personnes d'ascendance mixte portugaise et sri-lankaise (cinghalaise et tamoule) à partir du XVIe siècle.

## Amérique du Nord francophone

### Métis du Canada

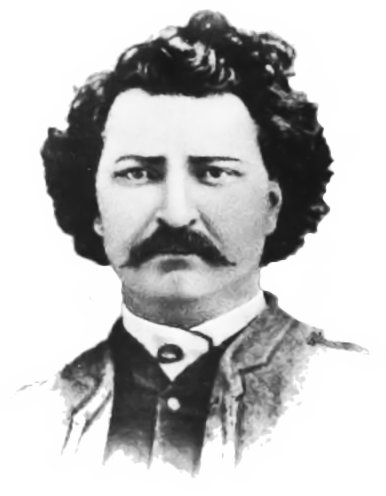
Louis Riel, Métis canadien.

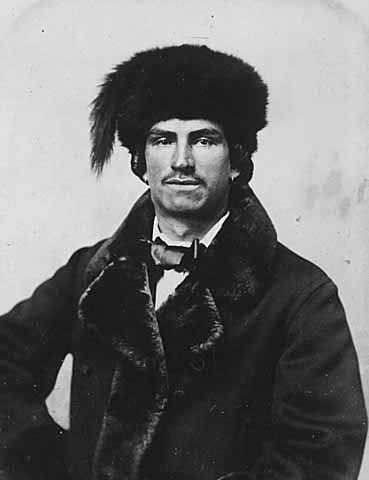
Commerçant de fourrure métis, c. 1870

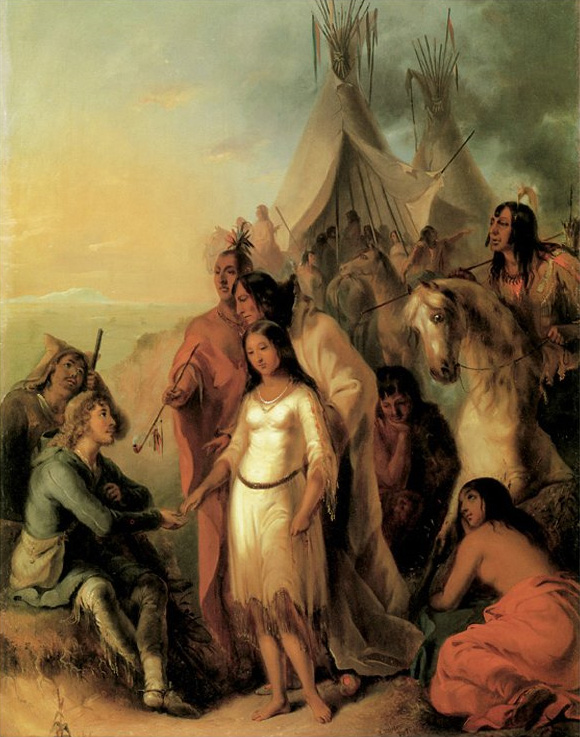
La mariée du trappeur par Alfred Jacob Miller, 1837

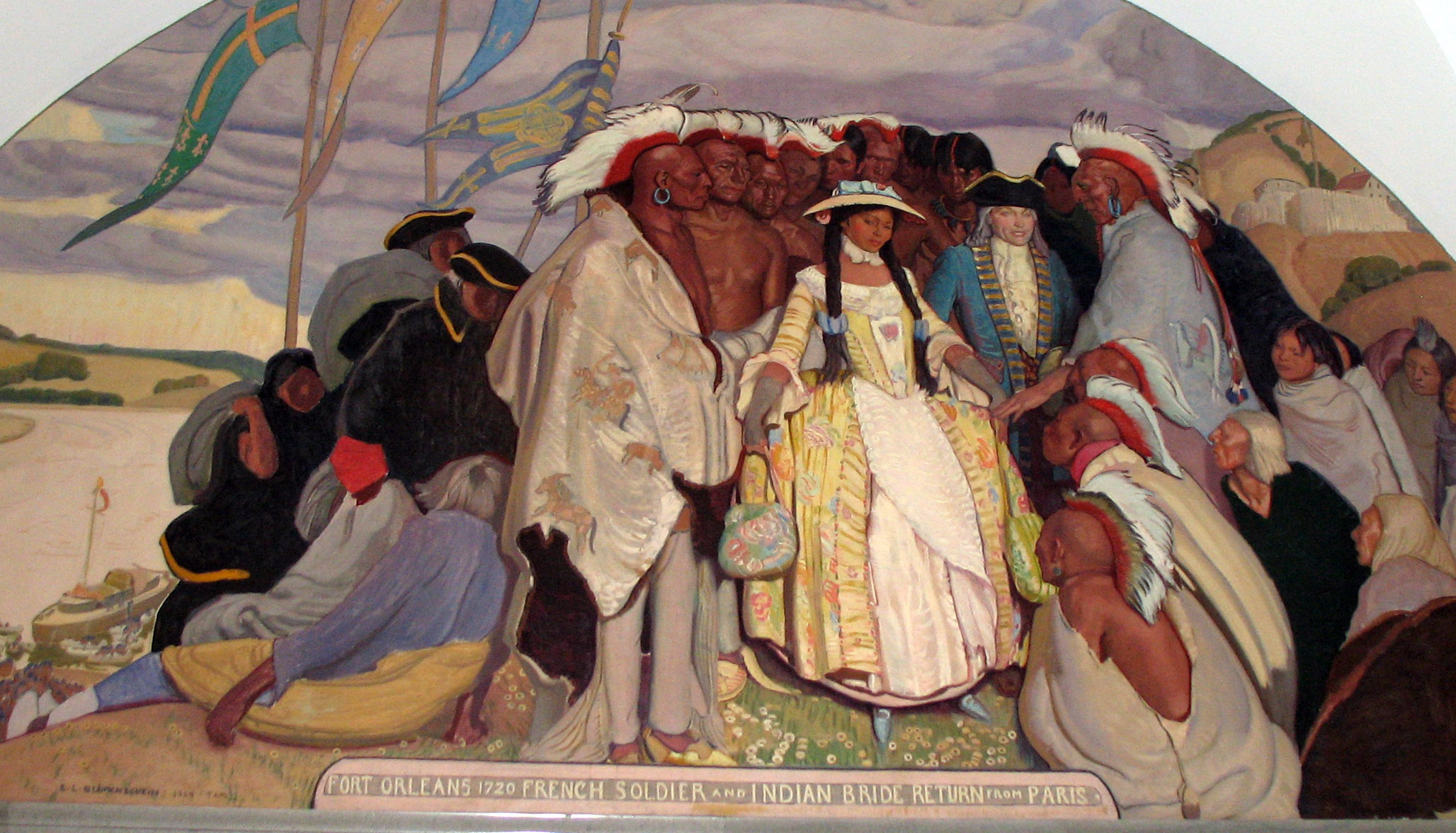
Le retour de 1725 d'une épouse Osage d'un voyage à Paris, en France. La femme Osage était mariée à un soldat français.

Dans l'Empire colonial français au Canada, les métis sont considérés comme un groupe ethnique indépendant[réf. nécessaire]. Cette communauté de descendance se compose d'individus issus des mariages de femmes des Premières Nations, plus précisément des Cris, des Ojibways et des Saulteaux, avec des Européens, généralement des ouvriers ou des/3/ands français, anglais et écossais employés dans le commerce de la fourrure en Amérique du Nord[réf. nécessaire]. Leur histoire remonte au milieu du XVIIe siècle, et ils ont été reconnus en tant que peuple distinct depuis le début du XVIIIe siècle[réf. nécessaire].
Traditionnellement, les métis parlaient une langue mixte appelée le michif (dialectes régionaux variés). Le michif (orthographe phonétique de la prononciation métisse de métif, une variante du métis) est également utilisé comme nom du peuple métis. Le nom est le plus souvent appliqué aux descendants des communautés de l'actuel sud du Manitoba[réf. nécessaire]. Le nom est également appliqué aux descendants des communautés semblables dans ce qui sont maintenant l'Ontario, le Québec, le Labrador et les Territoires du Nord-Ouest, bien que les histoires de ces groupes soient différentes de celles des Métis de l'Ouest[réf. nécessaire]. Dans le nord du Manitoba, certaines communautés ont parlé le bungee, une combinaison de gaélique, d'orcadian, de cri et d'ojibwé. Le bungee est maintenant éteint[réf. nécessaire].
Les estimations du nombre de métis varient entre 300 000 et 700 000 ou plus[réf. nécessaire]. En septembre 2002, le peuple métis a adopté une définition nationale de la citoyenneté métisse au sein de la « nation métisse ». Sur la base de cette définition, on estime qu'il y a entre 350 000 et 400 000 personnes[réf. nécessaire] qui sont des citoyens de la nation métisse au Canada, bien que de nombreux métis classent quiconque comme métis celui qui peut prouver qu'un ancêtre a demandé un certificat d'argent ou un certificat de terre dans le cadre de traités du XIXe siècle avec le gouvernement canadien[réf. nécessaire]. Cependant, le Labrador, le Québec et même certaines communautés métisses acadiennes ne sont pas acceptés par le Conseil national des Métis et sont représentés à l'échelle nationale par le « Congrès des peuples autochtones »[réf. nécessaire].
Les métis sont reconnus comme autochtones, mais pas comme membres des Premières nations par le gouvernement canadien et ils ne bénéficient pas des mêmes avantages que ceux accordés aux membres des Premières nations[réf. nécessaire]. Cependant, les amendements de 1982 à la constitution canadienne reconnaissent les métis en tant que peuple autochtone et ont permis à chaque métis de poursuivre en justice pour la reconnaissance de ses droits traditionnels tels que les droits de chasse et de piégeage[réf. nécessaire]. En 2003, un tribunal ontarien a jugé que les métis méritaient les mêmes droits que les autres communautés autochtones du Canada[réf. nécessaire].

### Métis de Saint Barthélemy
À Saint-Barthélemy, le terme métis désigne des personnes d'ascendance mixte (européenne, généralement française) et est-asiatique.

## Amérique du Nord anglophone

### États-Unis
Les États-Unis ont une population métisse importante, car de nombreux Américains d'origine hispanique, d'origine mexicaine, d'Amérique centrale ou d'Amérique du Sud sont techniquement des métis. Cependant, le terme « métis » n'est pas utilisé à des fins officielles, les Américains d'origine mexicaine étant classés dans des proportions à peu près égales comme « blancs » ou « d'une autre ethnie » (voir les liens), et le terme « métis » n'est pas d'usage courant aux États-Unis.
De nombreux Américains d'origine mexicaine utilisent le terme chicano, qui a un lien étroit avec leur héritage autochtone.

### Anglo-métis

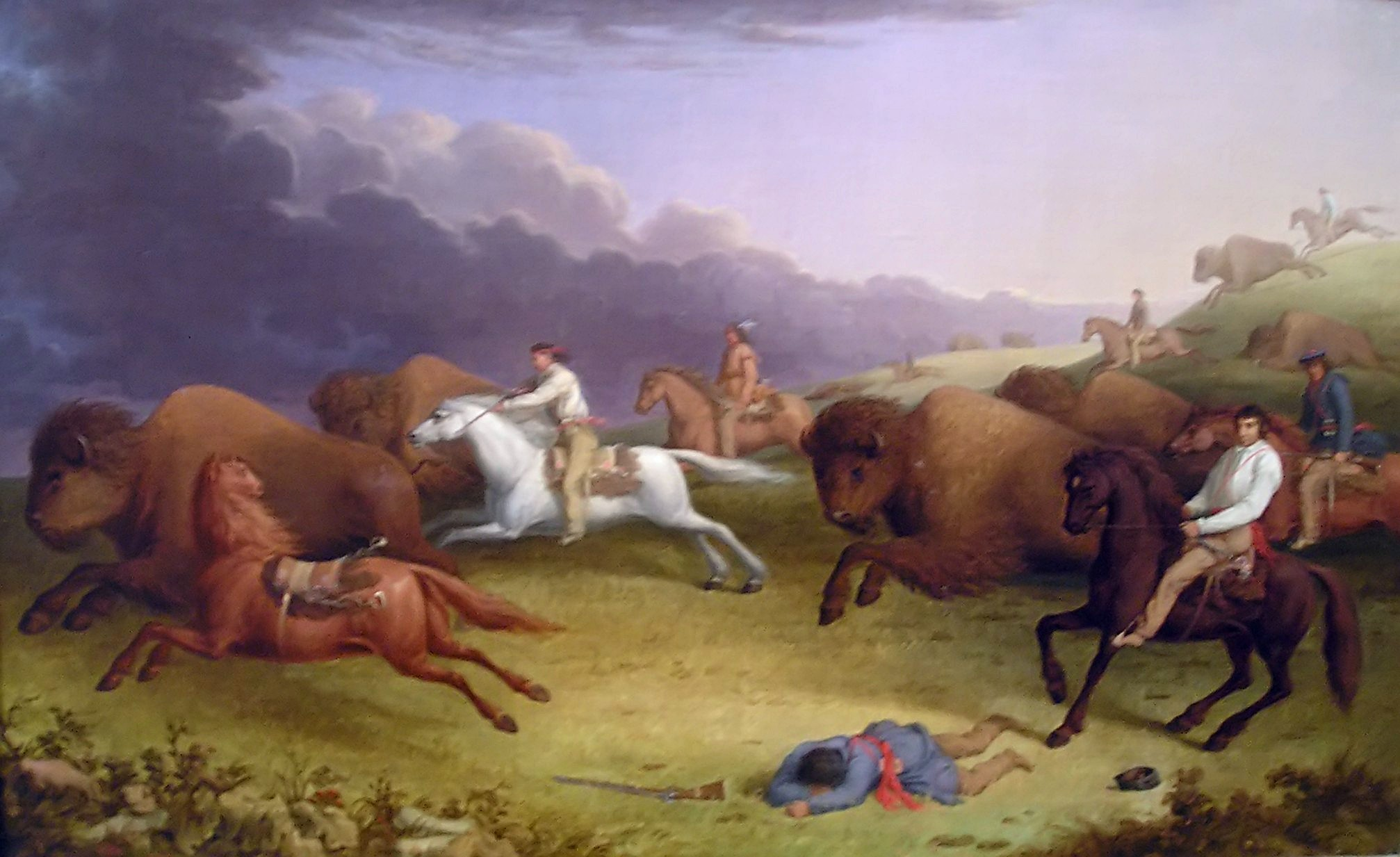
La peinture à l 'huile de Paul Kane intitulée "Demi - races Running Buffalo" représente une chasse au bison métisse dans les Prairies du Dakota en juin 1846.

Les Anglo-Métis, plus connus sous le nom de Countryborn, sont une communauté de Métis du Canada du XIXe siècle, enfants de commerçants de fourrures. Ils avaient généralement un père orcadien, écossais ou anglais et une mère autochtone. Leurs langues maternelles étaient généralement celles de leurs mères : cri, saulteaux, assiniboine, etc. et l'anglais. Certains de leurs pères parlaient gaélique ou écossais, ce qui a conduit au développement du dialecte anglais connu sous le nom de Bungee.

## Voir également
- Cholo
- Mulâtre
- Métis
- Latino
- Hispanité
- Arabo-berbère
- Brown (classification raciale) (en)
- Bronze (classification raciale) (en)
- Casta
- Castizo (en)
- Coloré
- Colonisation européenne des Amériques
- Peuples autochtones des Amériques
- Peuple indo
- Luk Khrueng (en)
- Creuset
- Mischling
- Sang mêlé (en)
- Colonisation espagnole des Amériques